# Třída Scimitar
Třída Scimitar byly rychlé cvičné čluny britského královského námořnictva. Původně se mělo jednat o raketové čluny nesoucí protilodní střely. Po celou dobu služby však byly neozbrojeny a sloužily jako cvičné cíle. Byly využívány například pro vývoj taktiky boje s rychlými útočnými čluny.

## Stavba
Stavba tří jednotek této třídy byla objednána v lednu 1969. Čluny navrhla britská loděnice Vosper Thornycroft v Portchesteru na základě úspěšných útočných člunů třídy Brave.
Jednotky třídy Scimitar:
| Jméno               | Spuštěna | Vstup do služby | Status |
| ------------------- | -------- | --------------- | --- |
| HMS Scimitar (P271) |          | 1970            | V letech 1979–1981 přesunut do Hongkongu, kde byl nasazen do potírání ilegální imigrace, později byl prodán do Řecka jako Aquilon. |
| HMS Cutlass (P275)  |          | 1970            | Roku 1982 prodán do Řecka. |
| HMS Sabre (P276)    |          | 1970            | Roku 1980 poškozen kolizí s vlnolamem, roku 1983 prodán a po opravě skončil v Řecku jako El Condor.                                |

## Konstrukce
Čluny byly neozbrojeny, ale v případě potřeby mohly dostat lehkou výzbroj. Pohonný systém tvořily dva diesely Foden pro plavbu ekonomickou rychlostí, přičemž pro maximální výkon sloužily tři plynové turbíny Rolls-Royce proteus, se kterými plavidla mohla plout rychlostí přesahující 40 uzlů.